# Arquidiocese de Garoua
A Arquidiocese de Garoua (Archidiœcesis Garuensis) é uma circunscrição eclesiástica da Igreja Católica situada em Garoua, Camarões. Seu atual arcebispo é Faustin Ambassa Ndjodo, C.I.C.M.. Sua Sé é a Catedral de Santa Teresa de Garoua.
Possui 28 paróquias servidas por 73 padres, abrangendo uma população de 1 850 830 habitantes, com 9,1% da dessa população jurisdicionada batizada (168 910 católicos).

## História
A prefeitura apostólica de Garoua foi erigida em 9 de janeiro de 1947 pelo decreto De Mutatione Finium da Propaganda Fide, recebendo o território do vicariato apostólico de Foumban (atual Diocese de Nkongsamba).
Em 17 de maio de 1951, cedeu uma parte de seu território para o benefício da ereção da prefeitura apostólica de Moundou (hoje diocese).
Em 24 de março de 1953 a prefeitura apostólica foi elevada a vicariato apostólico com a bula Cum Christi do Papa Pio XII.
Em 14 de setembro de 1955 o vicariato apostólico foi elevado a diocese com a bula Dum tantis também de Pio XII. Originalmente era sufragânea da Arquidiocese de Yaoundé.
Em 19 de dezembro de 1956, cedeu uma parte de seu território para o benefício da criação da prefeitura apostólica de Pala (hoje uma diocese).
Em 11 de março de 1968 cedeu outras partes do seu território para o benefício da criação das prefeituras apostólicas de Maroua-Mokolo e de Yagoua (atualmente ambas são dioceses).
Em 18 de março de 1982 é elevada à dignidade de arquidiocese metropolitana com a bula Eo magis catholica do Papa João Paulo II.
Em 19 de novembro do mesmo ano, cedeu parte de seu território à ereção da diocese de Ngaoundéré.
Em 13 de agosto de 1985 recebeu a visita apostólica do Papa João Paulo II.

## Prelados
| #                   | Nome                                        | Período    | Notas                       |
| Arcebispos          | Arcebispos                                  | Arcebispos | Arcebispos                  |
| ------------------- | ------------------------------------------- | ---------- | --------------------------- |
| 4º                  | Faustin Ambassa Ndjodo, C.I.C.M.            | 2016-atual |                             |
| 3º                  | Antoine Ntalou                              | 1992-2016  |                             |
| 2º                  | Christian Wiyghan Tumi                      | 1984-1991  | Nomeado Arcebispo de Douala |
| 1º                  | Yves-Joseph-Marie Plumey, O.M.I. †          | 1982-1984  |                             |
| Arcebispo-coadjutor |                                             |            |                             |
|                     | Christian Wiyghan Tumi                      | 1982-1984  |                             |
| Bispos              |                                             |            |                             |
| 1º                  | Yves-Joseph-Marie Plumey, O.M.I. †          | 1947-1982  |                             |
| Bispos-auxiliares   |                                             |            |                             |
|                     | Jean-Marie-Joseph-Augustin Pasquier, O.M.I. | 1969-1982  | Nomeado Bispo de Ngaoundéré |